# بريانا دافي
بريانا دافي (بالإنجليزية: Brianna Davey)‏ هي لاعبة كرة قدم أسترالية، ولدت في 13 يناير 1995 في ملبورن في أستراليا. شاركت مع منتخب أستراليا الوطني لكرة القدم للسيدات تحت 20 سنة ‏ ومنتخب أستراليا لكرة القدم للسيدات. أما مع النوادي، فقد لعبت مع Melbourne Victory FC (W-League) ‏.

## وصلات خارجية
- بريانا دافي على موقع قاعدة بيانات كرة القدم.إي يو (الإنجليزية)
- بريانا دافي على موقع Soccerway.com (الإنجليزية)
- بريانا دافي على موقع AustralianFootball.com (الإنجليزية)